# ブルームブルーム
『ブルームブルーム』は、2021年1月13日に発売されたMorfonicaの2ndシングルである。
生産限定盤のBlu-rayにはミニアニメ『BanG Dream! ガルパ☆ピコ ～大盛り～』#14～26、「ブルームブルーム」のミュージックビデオを収録。

## 楽曲内容
「ブルームブルーム」は、2020年春に実装された『バンドリ! ガールズバンドパーティ!』のイベントシナリオをもとにしており、引っ込み思案なボーカルのましろが他バンドのメンバーとのお花見を通じて他者に心を開くまでの様子が描かれている。
カップリング曲の「flame of hope」はMorfonicaが酷評されたときの気持ちを描いたものであり、ましろが精神的に強くなるのに合わせて曲調もどんどん強くなっていく。
技術的な特徴としては、ギターソロが加わったことと、ベースのスラップ奏法を取り入れたことが挙げられる。メンバーの進藤あまねとAyasaはこれらの手法を取り入れたことで楽曲の幅が広まったと話している。
また、ニュースサイト「SPICE」の前田勇介は、MorfonicaとRAISE A SUILENが共演した『BanG Dream! 9th☆LIVE「Mythology」』DAY2のレポートの中で、同楽曲の音の重なり方を慟哭に例えている。

## 作品背景
進藤はバンドの発表前の半年前から練習を重ねていたものの、歌い方がわからなかったとAyasaとの対談の中で明らかにしている。「flame of hope」の収録直前に愛美（Poppin'Party）に相談した際、演じるように歌えばよいというアドバイスを得、納得したと進藤は振り返っている。

## 収録曲
CD（生産限定盤・通常盤共通）
| 全作詞: 織田あすか（Elements Garden）。出典： |                                      |                                 |                             |                               |
| #                                             | タイトル                             | 作詞                            | 作曲                        | 編曲                          |
| 1.                                            | 「ブルームブルーム」                 | 織田あすか（ Elements Garden ） | 藤田淳平（Elements Garden） | 藤田淳平（Elements Garden）   |
| 2.                                            | 「flame of hope」                    | 織田あすか（ Elements Garden ） | 上松範康（Elements Garden） | 下田晃太郎（Elements Garden） |
| 3.                                            | 「ブルームブルーム（instrumental）」 | 織田あすか（ Elements Garden ） |                             |                               |
| 4.                                            | 「flame of hope（instrumental）」    | 織田あすか（ Elements Garden ） |                             |                               |

Blu-ray（生産限定盤のみ）
1. ミニアニメ「BanG Dream! ガルパ☆ピコ〜大盛り〜」#14〜#26
2. 「ブルームブルーム」リリックビデオ

## パフォーマンス
2021年2月23日に横浜アリーナで行われたPoppin’Partyとの合同ライブ「Astral Harmony」では1曲目として演奏されており、サビの部分ではステージを赤く照らす演出が取られた。
またこの曲は2021年に行われた「BanG Dream! 9th☆LIVE Mythology」にてアンコール曲としてRAISE A SUILENと合同で演奏された。

## 評価
ライターの一条皓太は、アキバ総研に寄せたレビューの中で「ブルームブルーム」について、「持ち味のシンフォニックロックをベースにしながらも、軽やかなで開放的なサウンドと、進藤さんのポップな余韻を残す歌声が印象的[…]」と評価しており、ましろの葛藤と成長を踏まえても、あたたかい春が待ち遠しくなる一曲だと説明している。
また、一條はカップリング曲「flame of hope」について、「ブルームブルーム」とは違ったベクトルを楽しめる一曲だと評しており、燃える炎の色がふさわしいフロアバンガーと表現している。